# Горные дубоносы
Горные дубоносы, или центральноазиатские дубоносы, или арчовые дубоносы (лат. Mycerobas), — род певчих воробьиных птиц из семейства вьюрковых (Fringillidae). Все виды обитают в Азии. Длина тела составляет от 21 до 23 см. Выражен половой диморфизм. Естественная среда обитания видов — хвойные, смешанные и лиственные леса. Питание состоит из ягод и семян.

## Классификация
В род включают 4 вида:
- Mycerobas affinis (Blyth, 1855) — Ошейниковый горный дубонос
- Mycerobas carnipes (Hodgson, 1836) — Арчовый дубонос, или арчовый горный дубонос
- Mycerobas icterioides (Vigors, 1830) — Чёрно-золотой горный дубонос
- Mycerobas melanozanthos (Hodgson, 1836) — Пестрокрылый горный дубонос